# Бройна форма на съществителните в мъжки род в българския език
Така наречената бройна форма на съществителните имена от мъжки род в българския език е особена форма за множествено число, която се употребява след числителни и местоимения за количество:
два вола, пет града, няколко коня и т.н.

## Произход
Бройната форма на съществителните имена от мъжки род в съвременния български език произлиза от старобългарската форма за двойствено число:
  (два събора);
 ,    ([Бог създаде] две светила — слънцето и луната; буквално: два светилника).
С разпадането на падежната система на българския език през периода XIII–XV век изчезва и двойственото число, заменено с множествено. Само в редки случаи, а именно при чифтни телесни органи, се запазва формата за двойствено число (ръце, нозе, рога, крака и т.н.), преосмислена като форма за множествено число. Формата за двойствено число се запазва и при числителното две (ж.р. и ср.р.), два (м.р.). При съществителните от мъжки род след числителни и местоимения за количество се запазва формата за двойствено число за именителен и винителен падеж. Примери за това явление се откриват още в паметници от XIII век, например в Добрейшовото четвероевангелие.

## Исторически преглед
В паметниците от XVII век нататък новообразуваната бройна форма за множествено число на съществителните от мъжки род е вече обичайна. В българските граматики до 1878 г. не се отделя особено внимание на тези форми. Едва след Освобождението започва постепенно разграничаване на бройната форма при съществителните от мъжки род. За пръв път това прави Стефан Панаретов в своята Българска граматика (Цариград, 1881 г.). Около двайсет години след него Александър Теодоров-Балан в своята Българска граматика за долните класове на средните училища (Пловдив, 1898 г.) се спира по-подробно на този въпрос.

## Употреба
Според Любомир Андрейчин (Основна българска граматика, С., 1944) съществителните от мъжки род (едносрични и многосрични), завършващи на съгласна, имат бройна форма за мн.ч., образувана с окончание -а за твърда основа и -я за мека. Тази форма се използва след числителни бройни имена и след местоимения за количество, но само при съществителните, които назовават нелица:
два вола, три кожуха, четири коня, няколко славея.
По начин на изписване тя съвпада с членуваната форма с кратък член, но може да се различава от нея по ударението:
Човекът има два кра̀ка.
Навехнах си крака̀ [кракъ̀].
Изключение е думата ден, чиято членувана форма с кратък член е деня̀, но бройната форма е дѐна, а не дѐня. Формата дѐня е била популярна след Освобождението, но постепенно е била изместена от твърдия вариант дѐна. При съществителното ден може да се използва обикновената форма за мн.ч. вместо бройната:
седем дена и седем дни;
но само дълги дни.
При бройните форми ударението никога не пада на последната сричка, понеже остава там, където се намира в единствено число. Непостоянните гласни ъ и е се запазват, включително при съществителни, завършващи на -изъм или -азъм:
пет овена, два жезъла;
три организъма, няколко спазъма.
Обаче в обикновената форма за множествено число непостоянните гласни изпадат:
нашите овни, техните жезли;
много организми, никакви спазми.
При членуване в ед.ч. непостоянните гласни изпадат само от завършеците -изъм и -азъм:
овенът, жезълът, вятърът;
организмът, ентусиазма, сарказма.
Изключение правят думите метър (като мерна единица) и литър:
два метра, три литра.
Обаче непостоянното ъ се запазва, когато думата метър означава материален предмет:
два дърводелски метъра.
Бройни форми се използват и след числителни за приблизителност:
два-три месеца, десетина заека.
Бройни форми се употребяват и след местоимения за количество (колко, колкото, няколко, няколкото и толкова), когато с тях се има предвид конкретна, макар и неопределена бройка:
Виж колко гълъба има на поляната. = Преброй колко гълъба има на поляната.
Но ако само се изразява учудване, тогава се използва обикновената форма:
Виж колко гълъби има на поляната! = Невероятно е колко гълъби има на поляната!
Съществителното път за означаване на кратност след думи за количество (включително много, но не един) приема формата пъти: 
един път (синоним: веднъж), два пъти, сто пъти, няколко пъти, много пъти (синоним: многократно);
за разлика от значението друм:
един път, два пътя, сто пътя, няколко пътя, много пътища.
След числителни бройни, завършващи на единица (но различни от едно), както и след думата нула, се използва множествено число. Това правило важи за всички родове, а за имената от мъжки род, означаващи нелица, се използва бройната форма вместо обикновената форма за множествено число:
хиляда и една нощи (не хиляда и една нощ);
сто и един далматинеца (отнася се за кучета);
31 списания (не 31 списание);
61 деца (не 61 дете);
един градус, минус един градус;
21 градуса, нула градуса.
При съществителните имена от мъжки род, означаващи лица, се употребява обикновената форма за множествено число:
двама пътници, десет ученици и т.н.
При съществителното син може да се използва бройна форма за мн.ч. вместо обикновена:
двама синове (препоръчително) и двама сина (непрепоръчително);
но само моите синове.
Бройната форма не се употребява след колцина, неколцина и малцина, защото това са мъжколични форми (подобни на двама, трима и т.н.) и могат да се използват само за лица:
неколцина ученици.
Разликата между лица и нелица личи особено ясно при омонимите:
двамата царе (владетели), но двата царя (шахматни фигури);
двамата офицери (военни), но двата офицера (шахматни фигури);
четирима попове (свещеници), но четири попа (карти);
50 членове (на сдружение), но 50 члена (на закон).
Дори при липса на омонимия една и съща дума може да се употреби в бройна или в обикновена форма за множествено число според това дали назовава лица:
двамата съперници (хора), но двата съперника (животни или отбори).
Групите от хора не са лица, затова при тях се използва бройна форма:
двата отбора, трите комитета.
Бройната форма не може да се членува, защото винаги е в съчетание с числително име или местоимение за количество.
Мъжколичните форми на числителните бройни имена пред съществителни нарицателни, назоваващи лица, са задължителни само за числителните от двама до шестима вкл., като тук влизат и съставните числителни:
сто и двама студенти, трима съдии, четирима спортисти, петима ученици, шестима поети.
В останалите случаи се предпочита обикновената форма на числителните бройни имена:
седем артисти, дванайсет певци, десет полицаи, но може и десетима полицаи.
Мъжколични са и форми като двамина, тримина, десетмина, но повечето от тях се схващат като архаични. Формата двамина се употребява по-често от другите, например двамина слушатели.
Мъжколични са също архаични форми като двоица, троица, четворица, напр. четворицата събеседници. Някои от тях се употребяват като субстантивирани термини: двоица сили, Света Троица.
Думи като двойка, тройка, десетка, десетица, дузина, стотица и др. са съществителни, а не числителни, затова след тях не се употребява бройна форма (дори когато съществителното име назовава нелица). 
Пример: дванайсет молива, но дузина моливи.
Докато хиля̀да е числително бройно, думи като хѝляда, милион, милиард и т.н. са съществителни имена, затова не изискват бройна форма за съществителното, което поясняват (дори ако то назовава нелица). 
Примери: десетки хиляди километри, първият милион трактори, милиарди левове.
Обаче съществителните имена от последната група могат също да образуват съставни числителни 
и тогава изискват бройна форма за съществителното, което поясняват, при условие че то назовава нелица. 
Примери: десет хиляди километра, един милион трактора, три милиона долара, пет милиарда лева.

## Особени случаи
Когато между числителното (местоимението за количество) и съществителното име се вмъкнат едно или повече прилагателни, пак се употребява бройната форма:
пет нови компютъра;
четири петролни кладенеца.
Правилото важи и когато определението има разгърната структура:
три големи и вълнуващи с древната си история града.
От друга страна, употребява се обикновената форма за множествено число, когато числителното или местоимението не се отнася пряко до съществителното:
два от най-важните проблеми;
пет са моите часовници.
От друга страна, следващият известен стих съдържа бройна форма въпреки наличието на глагол между числителното и съществителното име, защото изразът е получен чрез инверсия:
Два са бора ред поредом расли.
Думата човек няма обикновена (човеци) и бройна (човека) форма за множествено число. По-точно, те са изчезнали с развитието на езика, заменени от хора (обикновената форма за мн.ч.) и ду̀ши (бройната форма за мн.ч.):
стари хора, 167 000 ду̀ши.
Понастоящем формата човеци се използва само в стари (например библейски) текстове, а бройната форма човека има много широка, но некнижовна употреба в устната реч вместо книжовната дума ду̀ши.
Единствено при вмъкване на определение между числителното (или местоимението за количество) и  съществителното се допуска употребата на хора вместо ду̀ши:
десет млади хора.
Като множествено число на човек съществува и думата люде, която се използва само в народната реч и в стари текстове (например в Библията).
Банковите сметки се откриват в левове, а не в лева, защото в това словосъчетание няма нито числително бройно, нито местоимение за количество.
Повечето съществителни в м.р. ед.ч. завършват на съгласна. Една малка група от съществителни в м.р. ед.ч. завършват на гласна:
старшина, съдия, войвода, комита, владика, баща;
чичо, дядо, калеко, тате, татко, бате, батко.
Тези съществителни имена не могат да образуват бройна форма по формални причини: няма как да се добави окончание за бройна форма. Това не е проблем, тъй като всички тези съществителни назовават лица, а книжовната норма допуска употребата на бройната форма само при нелица.

## Лица и нелица
Разграничението между лица и нелица е важно с оглед на правилната употреба на бройната форма. Лица са предимно хората. Не са лица животните, растенията и неживите предмети, нито отвлечените понятия, нито човешките колективи.
Обаче някои съществителни имена са трудни за класифициране, тъй като назовават митологични или фантастични същества, сходни с човека, но все пак различни от него. Тези названия се разделят на две групи:
1) Названията на същества, изцяло моделирани по човешки образ (като великани и човекоядци), не се употребяват в бройна форма, а се съчетават с мъжколични числителни бройни имена:
двама великани, трима човекоядци.
2) Наименованията на същества, които съчетават човешки и животински черти или фантастични анатомични части (вампири, върколаци, кентаври, циклопи), се употребяват в бройна форма: 
два вампира, три върколака, четири кентавъра, няколко циклопа.
Употребата на обикновена или бройна форма за множествено число на съществително име от мъжки род може да зависи от точното значение на съществителното в даден контекст. Пример:
Лица: Двамата богове Посейдон и Хадес били братя на Зевс.
Нелица: Не вярвай на този човек: парите и властта са неговите два бога.

## Ползвана литература
- Увод в изучаването на южнославянските езици, БАН, С., 1986.
- Граматика на съвременния български книжовен език, БАН, С., 1983.
- Христо Първев, Очерк по история на българската граматика, С., 1975.
- Любомир Андрейчин, Основна българска граматика, С., 1978.